# Équipe de Tchéquie masculine de handball
Maillots
Dernière mise à jour : 24 juin 2025.
L'équipe de Tchéquie masculine de handball représente la Fédération tchèque de handball lors des compétitions internationales, notamment aux championnats du monde et aux championnats d'Europe. Héritière de la Tchécoslovaquie notamment championne du monde en 1967, elle n'est toutefois pas parvenue à être aussi performante, son meilleur résultat étant une 6e place à l'Euro 1996.
Malgré un très bon Championnat d'Europe 2018 ponctué d'une victoire face au Danemark, d'une 6e place et d'un titre de meilleur buteur pour Ondřej Zdráhala (55 buts), la Tchéquie ne parvient pas, quelques mois plus tard, à se qualifier pour le championnat du monde 2019.

## Palmarès

### Bilan
Le palmarès a uniquement été acquis en tant que Tchécoslovaquie.
 Jeux olympiques
- (1972)

Championnat du monde
- (1967)
- (1958, 1961)
- (1954, 1964)

### Palmarès détaillé
| Année | Rang                   | J                      | G                      | N                      | P                      | BP                     | BC                     | D                      |
| ----- | ---------------------- | ---------------------- | ---------------------- | ---------------------- | ---------------------- | ---------------------- | ---------------------- | ---------------------- |
| 1996  | non qualifiée          | non qualifiée          | non qualifiée          | non qualifiée          | non qualifiée          | non qualifiée          | non qualifiée          | non qualifiée          |
| 2000  | non qualifiée          | non qualifiée          | non qualifiée          | non qualifiée          | non qualifiée          | non qualifiée          | non qualifiée          | non qualifiée          |
| 2004  | non qualifiée          | non qualifiée          | non qualifiée          | non qualifiée          | non qualifiée          | non qualifiée          | non qualifiée          | non qualifiée          |
| 2008  | non qualifiée          | non qualifiée          | non qualifiée          | non qualifiée          | non qualifiée          | non qualifiée          | non qualifiée          | non qualifiée          |
| 2012  | non qualifiée          | non qualifiée          | non qualifiée          | non qualifiée          | non qualifiée          | non qualifiée          | non qualifiée          | non qualifiée          |
| 2016  | non qualifiée          | non qualifiée          | non qualifiée          | non qualifiée          | non qualifiée          | non qualifiée          | non qualifiée          | non qualifiée          |
| 2020  | non qualifiée          | non qualifiée          | non qualifiée          | non qualifiée          | non qualifiée          | non qualifiée          | non qualifiée          | non qualifiée          |
| 2024  | non qualifiée          | non qualifiée          | non qualifiée          | non qualifiée          | non qualifiée          | non qualifiée          | non qualifiée          | non qualifiée          |
| 2028  | Qualifications à venir | Qualifications à venir | Qualifications à venir | Qualifications à venir | Qualifications à venir | Qualifications à venir | Qualifications à venir | Qualifications à venir |
| Total | 0/7                    | 0                      | 0                      | 0                      | 0                      | 0                      | 0                      | 0                      |

| Année  | Rang          | J             | G             | N             | P             | BP            | BC            | D             |
| ------ | ------------- | ------------- | ------------- | ------------- | ------------- | ------------- | ------------- | ------------- |
| 1994   | non qualifiée | non qualifiée | non qualifiée | non qualifiée | non qualifiée | non qualifiée | non qualifiée | non qualifiée |
| 1996   | 6             | 6             | 3             | 0             | 3             | 154           | 152           | +2            |
| 1998   | 10            | 6             | 1             | 0             | 5             | 166           | 170           | -4            |
| 2000   | non qualifiée | non qualifiée | non qualifiée | non qualifiée | non qualifiée | non qualifiée | non qualifiée | non qualifiée |
| 2002   | 8             | 7             | 3             | 0             | 4             | 180           | 205           | -25           |
| 2004   | 11            | 6             | 1             | 1             | 4             | 177           | 202           | -25           |
| 2006   | non qualifiée | non qualifiée | non qualifiée | non qualifiée | non qualifiée | non qualifiée | non qualifiée | non qualifiée |
| 2008   | 14            | 3             | 0             | 0             | 3             | 88            | 97            | -9            |
| 2010   | 8             | 6             | 2             | 1             | 3             | 175           | 180           | -5            |
| 2012   | 14            | 3             | 1             | 0             | 2             | 77            | 84            | -7            |
| 2014   | 15            | 3             | 0             | 1             | 2             | 73            | 87            | -14           |
| 2016   | non qualifiée | non qualifiée | non qualifiée | non qualifiée | non qualifiée | non qualifiée | non qualifiée | non qualifiée |
| 2018   | 6             | 7             | 3             | 1             | 3             | 173           | 186           | -13           |
| / 2020 | 12            | 7             | 2             | 0             | 5             | 172           | 183           | -11           |
| / 2022 | 13            | 3             | 1             | 1             | 1             | 80            | 74            | +6            |
| 2024   | 15            | 3             | 1             | 0             | 2             | 70            | 73            | −3            |
| / 2026 | Qualifié      | Qualifié      | Qualifié      | Qualifié      | Qualifié      | Qualifié      | Qualifié      | Qualifié      |
| Total  | 12/16 (+1)    | 60            | 18            | 5             | 37            | 1585          | 1693          | −108          |

| Année  | Rang          | J             | G             | N             | P             | BP            | BC            | D             |               |
| ------ | ------------- | ------------- | ------------- | ------------- | ------------- | ------------- | ------------- | ------------- | ------------- |
| 1995   | 8             | 9             | 5             | 0             | 4             | 206           | 205           | +1            |               |
| 1997   | 11            | 6             | 3             | 0             | 3             | 138           | 125           | +13           |               |
| 1999   | non qualifiée | non qualifiée | non qualifiée | non qualifiée | non qualifiée | non qualifiée | non qualifiée | non qualifiée | non qualifiée |
| 2001   | 18            | 5             | 1             | 2             | 2             | 136           | 136           | +0            |               |
| 2003   | non qualifiée | non qualifiée | non qualifiée | non qualifiée | non qualifiée | non qualifiée | non qualifiée | non qualifiée | non qualifiée |
| 2005   | 10            | 9             | 3             | 2             | 4             | 261           | 271           | −10           |               |
| 2007   | 12            | 8             | 2             | 0             | 6             | 227           | 235           | −8            |               |
| 2009   | non qualifiée | non qualifiée | non qualifiée | non qualifiée | non qualifiée | non qualifiée | non qualifiée | non qualifiée | non qualifiée |
| 2011   | non qualifiée | non qualifiée | non qualifiée | non qualifiée | non qualifiée | non qualifiée | non qualifiée | non qualifiée | non qualifiée |
| 2013   | non qualifiée | non qualifiée | non qualifiée | non qualifiée | non qualifiée | non qualifiée | non qualifiée | non qualifiée | non qualifiée |
| 2015   | 17            | 7             | 3             | 1             | 3             | 209           | 199           | +10           |               |
| 2017   | non qualifiée | non qualifiée | non qualifiée | non qualifiée | non qualifiée | non qualifiée | non qualifiée | non qualifiée | non qualifiée |
| / 2019 | non qualifiée | non qualifiée | non qualifiée | non qualifiée | non qualifiée | non qualifiée | non qualifiée | non qualifiée | non qualifiée |
| 2021   | non qualifiée | non qualifiée | non qualifiée | non qualifiée | non qualifiée | non qualifiée | non qualifiée | non qualifiée | non qualifiée |
| / 2023 | non qualifiée | non qualifiée | non qualifiée | non qualifiée | non qualifiée | non qualifiée | non qualifiée | non qualifiée | non qualifiée |
| / 2025 | 19            | 6             | 1             | 2             | 3             | 130           | 144           | -14           |               |
| 2027   | en cours      | en cours      | en cours      | en cours      | en cours      | en cours      | en cours      | en cours      |               |
| Total  | 7/16          | 50            | 18            | 7             | 25            | 1307          | 1315          | -8            |               |

## Effectif actuel
Les 23 joueurs sélectionnés pour disputer l'Euro 2024 sont :

## Personnalités liées à la sélection

### Joueurs célèbres
Filip Jícha, élu meilleur handballeur de l'année 2010, meilleur joueur et handballeur tchèque de l'année à huit reprises, est sans conteste le meilleur joueur qu'ait connu la sélection tchèque. David Juříček, élu meilleur pivot du Championnat du monde 2005 a également été nommé dans l'élection du meilleur handballeur de l'année 2005. Enfin, deux joueurs ont été le meilleur buteur d'une compétition : Jan Filip à l'Euro 1998 et Ondřej Zdráhala à l'Euro 2018.
Le gardien de but Martin Galia est le plus capé avec 257 sélections et Jan Filip est le meilleur marqueur avec 991 buts marqués.
Parmi les autres joueurs tchèques marquants, on trouve :
- Tomáš Babák
- Pavel Horák
- Radek Horák
- Jakub Hrstka
- Miroslav Jurka
- Daniel Kubeš
- Josef Kučerka
- Petr Linhart
- Tomáš Mrkva (de)
- Karel Nocar
- Jan Sobol
- Jan Stehlík
- Petr Štochl
- Ondřej Šulc

### Sélectionneurs

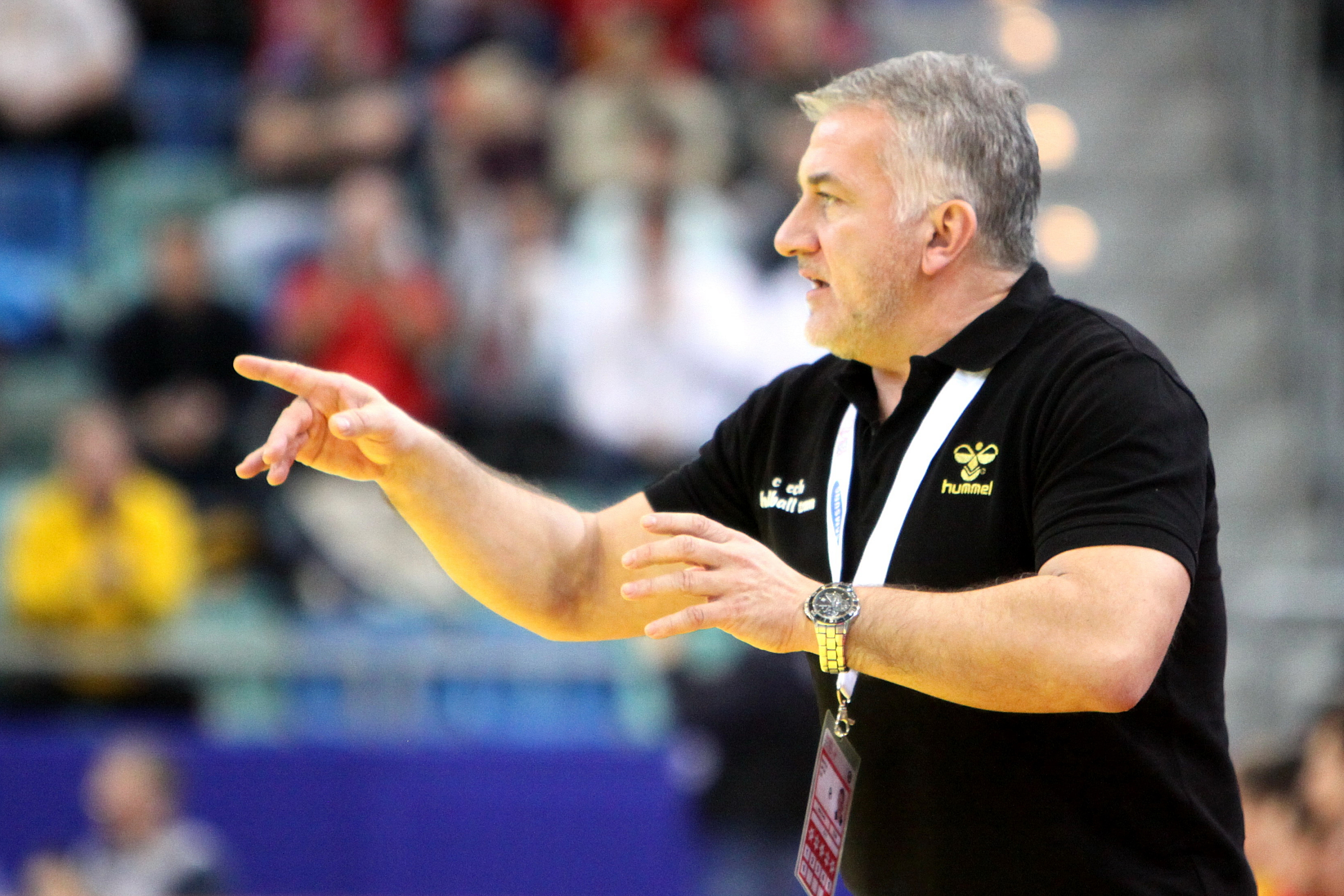
Le sélectionneur Martin Lipták en 2010.

La liste des sélectionneurs est 
| Période     | Nat. | Sélectionneur   | Nat. | Adjoint          |
| ----------- | ---- | --------------- | ---- | ---------------- |
| 1993-1997   |      | Vladimír Haber  |      | Michal Barda     |
| 1997-2099   |      | Jiří Kekrt      |      | Jaroslav Hudeček |
| 1999-2002   |      | Vladimír Haber  |      | Jiří Kotrč       |
| 2002-2005   |      | Rastislav Trtík |      | Jiří Mika        |
| 2005-2008   |      | Pavel Pauza     |      | Jiří Mika        |
| 2008-2012   |      | Martin Lipták   |      | Jiří Mika        |
| 2012-2014   |      | Vladimír Haber  |      | Jaroslav Hudeček |
| 2014-2021   |      | Jan Filip       |      | Daniel Kubeš     |
| 2021-2022   |      | Rastislav Trtík |      | Radek Bartošík   |
| 2022-2025   |      | Xavi Sabaté     |      | Josep Espar Moya |
| depuis 2025 |      | Michal Brůna    |      | Daniel Kubeš     |